# Olympische Sommerspiele 2008/Teilnehmer (Jamaika)
| Gelbes Symbol für Goldmedaillen mit stilisierten Olympischen Ringen | Graues Symbol für Silbermedaillen mit stilisierten Olympischen Ringen | Braundes Symbol für Bronzemedaillen mit stilisierten Olympischen Ringen |
| ------------------------------------------------------------------- | --------------------------------------------------------------------- | ----------------------------------------------------------------------- |
| 6                                                                   | 3                                                                     | 2                                                                       |

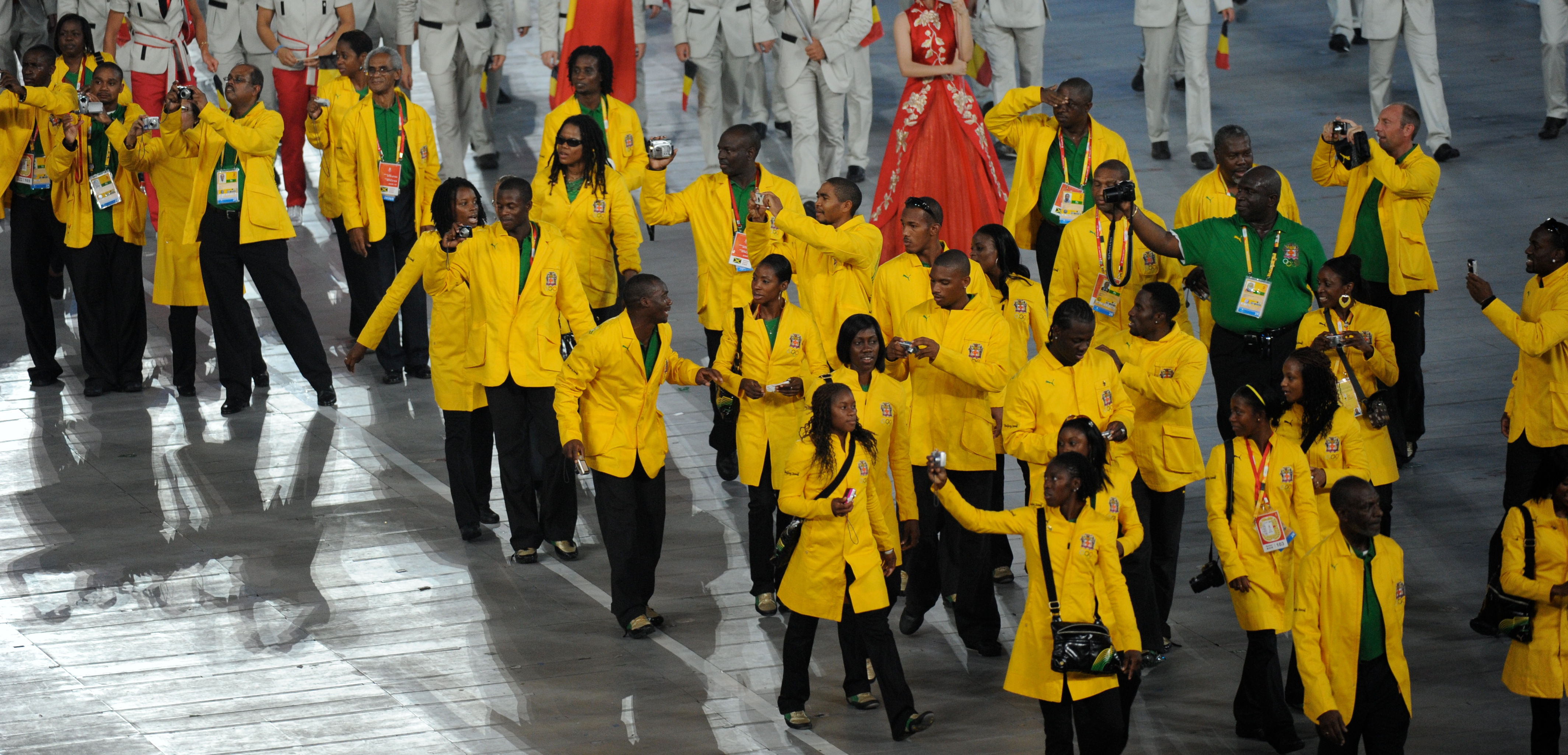
Das Team bei der Eröffnungsfeier

Jamaika nahm an den Olympischen Sommerspielen 2008 in der chinesischen Hauptstadt Peking mit 50 Athleten in vier Sportarten teil.
Seit 1948 war es die 15. Teilnahme eines jamaikanischen Teams bei Olympischen Sommerspielen.

## Flaggenträger
Die Sprinterin Veronica Campbell-Brown trug die Flagge Jamaikas während der Eröffnungsfeier im Nationalstadion.

## Medaillen
Mit fünf gewonnenen Gold-, vier Silber- und zwei Bronzemedaillen belegte das jamaikanische Team Platz 15 im Medaillenspiegel.

### Medaillengewinner
Erfolgreichster Athlet Jamaikas war der Sprinter Usain Bolt: Er gewann drei Goldmedaillen.

#### Gold

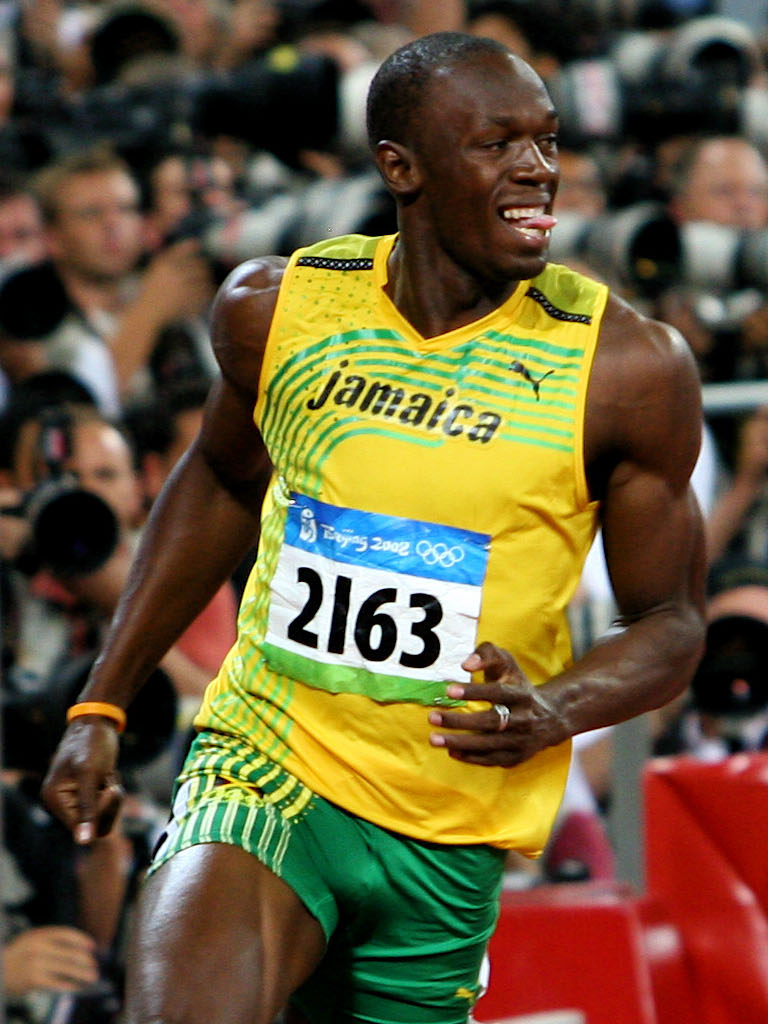
Usain Bolt nach dem Finale im 100-Meter-Lauf

| Name/n                                                  | Sportart       | Wettkampf                      |
| ------------------------------------------------------- | -------------- | ------------------------------ |
| Usain Bolt                                              | Leichtathletik | Männer 100 Meter               |
| Shelly-Ann Fraser                                       | Leichtathletik | Frauen 100 Meter               |
| Usain Bolt                                              | Leichtathletik | Männer 200 Meter               |
| Melaine Walker                                          | Leichtathletik | Frauen 400 Meter Hürden        |
| Veronica Campbell-Brown                                 | Leichtathletik | Frauen 200 Meter               |
| Usain Bolt, Michael Frater, Nesta Carter & Asafa Powell | Leichtathletik | Staffel Männer 4-mal 100 Meter |

#### Silber
| Name              | Sportart       | Wettkampf        |
| ----------------- | -------------- | ---------------- |
| Sherone Simpson   | Leichtathletik | Frauen 100 Meter |
| Kerron Stewart    | Leichtathletik | Frauen 100 Meter |
| Shericka Williams | Leichtathletik | Frauen 400 Meter |

#### Bronze
| Name/n                                                                      | Sportart       | Wettkampf                      |
| --------------------------------------------------------------------------- | -------------- | ------------------------------ |
| Kerron Stewart                                                              | Leichtathletik | Frauen 200 Meter               |
| Shericka Williams, Shereefa Lloyd, Rosemarie Whyte & Novlene Williams-Mills | Leichtathletik | Staffel Frauen 4-mal 400 Meter |

## Teilnehmer
Jüngste Teilnehmerin Jamaikas war mit 17 Jahren und 312 Tagen die Schwimmerin Natasha Moodie, älteste Teilnehmerin die Reiterin Samantha Albert (37 Jahre und 71 Tage).

### Teilnehmer nach Sportarten

#### Leichtathletik
- Usain Bolt (Gold  in beiden Disziplinen) (Gold )
100 m & 200 m, Männer
- Michael Frater
100 m, Männer
- Asafa Powell (Gold )
100 m, Männer
- Kerron Stewart (Silber )
100 m, Frauen
- Shelly-Ann Fraser (Gold )
100 m, Frauen
- Sherone Simpson (Silber  über 100 m)
100 m & 200 m, Frauen
- Marvin Anderson
200 m, Männer
- Christopher Williams
200 m, Männer
- Veronica Campbell-Brown (Gold )
200 m, Frauen
- Kerron Stewart (Bronze )
200 m, Frauen
- Brigitte Foster-Hylton
100 m Hürden
- Delloreen Ennis-London
100 m Hürden
- Vonette Dixon
100 m Hürden
- Richard Phillips
110 m Hürden
- Decosmo Wright
110 m Hürden
- Maurice Wignall
110 m Hürden
- Michael Blackwood
400 m, Männer
- Ricardo Chambers
400 m, Männer
- Sanjay Ayre
400 m, Männer
- Rosemarie Whyte (Bronze )
400 m, Frauen
- Novlene Williams-Mills (Bronze )
400 m, Frauen
- Shericka Williams (Silber ) (Bronze )
400 m, Frauen
- Isa Phillips
400 m Hürden, Männer
- Danny McFarlane
400 m Hürden, Männer
- Markino Buckley
400 m Hürden, Männer
- Melaine Walker (Gold )
400 m Hürden, Frauen
- Nickiesha Wilson
400 m Hürden, Frauen
- Shevon Stoddart
400 m Hürden, Frauen
- Aldwyn Sappleton
800 m, Männer
- Kenia Sinclair
800 m, Frauen
- Korene Hinds
3000 m Hindernis, Frauen
- Mardrea Hyman
3000 m Hindernis, Frauen
- Trecia Smith
Dreisprung, Frauen
- Maurice Smith
Zehnkampf
- Olivia McKoy
Speerwurf, Frauen

#### Radsport
- Ricardo Lynch
Keirin, Herren

#### Reiten
- Samantha Albert
Vielseitigkeit

#### Schwimmen
- Jevon Atkinson
50 m Freistil, Männer
- Alia Atkinson
200 m Brust, Frauen
- Natasha Moodie
50 m Freistil, Frauen